# 52. Feldausbildungs-Division
Die 52. Feldausbildungs-Division war eine deutsche Infanteriedivision im Zweiten Weltkrieg.  

## Geschichte

### Aufstellung aus 52. ID
Die Division wurde am 3. Dezember 1943 aus dem Stab der 52. Infanterie-Division und aus Truppenteilen anderer Feldausbildungs-Divisionen, wie die 390. und 391., für die Heeresgruppe Mitte als Teil der 23. Aufstellungswelle mit Stationierung in Weißruthenien aufgestellt. Die Aufstellung erfolgte erst mal nur als Schatten-Division und nicht als ordentliche Division. 

### Auflösung durch Verteilung der Divisionteile
Die Division bestand bis zu ihrer Auflösung am 12. April 1944. Die Grenadier-Regimenter wurden auf die 131., 31. und 331. Infanterie-Division aufgeteilt. Der Stab, zur Heeresgruppe Nord abkommandiert, bildete den Stab für die 52. Sicherungs-Division.

## Kommandeur
- Generalmajor Albert Newiger, ehemaliger Kommandeur der 190. Infanterie-Division und 112. Infanterie-Division

## Gliederung
- Grenadier-Regiment 565 mit zwei Bataillone (aus 390. und 391. Feldausbildungs-Division, auch Regiment Hermanns bezeichnet)
- Grenadier-Regiment 566 mit zwei Bataillone (aus 390. Feldausbildungs-Division)
- Grenadier-Regiment 567 mit zwei Bataillone (aus 391. Feldausbildungs-Division)
- Panzer-Jäger waren lediglich als Kompanie vorhanden